# Stephen Snedden
Stephen Snedden (ur. 1 lipca 1971 w Tulsa, w stanie Oklahoma) – amerykański aktor telewizyjny, teatralny i filmowy.

## Życiorys
Po przeprowadzce do Los Angeles i po ukończeniu Uniwersytetu Stanu Oklahoma, rozpoczął karierę aktorską w teatrze i produkcjach telewizyjnych. Wkrótce występował w klubie komediowym The Comedy Store w Los Angeles. Debiutował na ekranie w filmie Twardy wyścig (Running Hard, 1996). Pojawił się potem w melodramacie muzycznym Wygrane marzenia (Coyote Ugly, 2000) oraz w serialach: JAG – Wojskowe Biuro Śledcze (JAG, 2000), Samotni strzelcy (The Lone Gunmen, 2001) jako Jimmy Bond i Czarodziejki (Charmed, 2003).

## Filmografia

### filmykinowe
- 2006: Somebody Help Me jako Deputy Adams
- 2006: The Substance of Things Hoped For jako Carl
- 2005: The L.A. Riot Spectacular jako Anchor
- 2004: Straight Eye: The Movie jako 39 Cents
- 2004: Till Death jako Tom
- 2004: The Pact jako Whitey
- 2002: Antwone Fisher jako Berkley
- 2000: Wygrane marzenia (Coyote Ugly) jako Fancy Drinks Customer
- 1999: A Murder of Crows jako sekretarz
- 1996: Twardy wyścig (Running Hard) jako Garrett

### filmyTV
- 2000: Pieśń wolności (Freedom Song) jako Michael Joad

### serialeTV
- 2005: Specjalistki (Hot Properties) jako Chaz
- 2003: Sześć stóp pod ziemią (Six Feet Under) jako Kolejny syn
- 2003: Jordan (Crossing Jordan) jako młody Max Cavanaugh
- 2003: Czarodziejki (Charmed) jako Hangin' Chad
- 2003: Abby jako dr Jeff
- 2002: She Spies jako Scott 'Jammer' Barnes
- 2002: Bez śladu (Without a Trace) jako Brian Daugherty
- 2002: Z Archiwum X (The X Files) jako James 'Jimmy' Bond
- 2001: Samotni strzelcy (The Lone Gunmen) jako Jimmy Bond
- 2001: Wojna koreańska (The Korean War) jako John Eisenhower
- 2001: The Lone Gunmen jako James 'Jimmy' Bond
- 2000: JAG – Wojskowe Biuro Śledcze (JAG) jako pilot wojskowy Stover
- 2000: Sprawiedliwość na 18. kołach (18 Wheels of Justice) jako Kevin Haggerty
- 1998: Jak dwie krople czekolady  (Sister, Sister) jako Bradford